# Maxton Hall
Maxton Hall — Die Welt zwischen uns (Maxton Hall: Un mundo entre nosotros en España y Maxton Hall en Hispanoamérica) es una serie de televisión web alemana de drama adolescente, basada en la saga de novelas Save Me de Mona Kasten. Fue estrenada el 9 de mayo de 2024 en Amazon Prime Video, convirtiéndose en la serie de habla no inglesa más vista de la plataforma.

## Sinopsis
La trama se centra en Ruby Bell (Harriet Herbig-Matten), una estudiante becada y aplicada que asiste al prestigioso internado británico Maxton Hall. Su principal objetivo es ingresar a la Universidad de Oxford, y para ello se esfuerza por mantenerse al margen del mundo superficial y elitista que la rodea. Sin embargo, su vida da un giro inesperado cuando, de manera accidental, descubre un secreto comprometedor relacionado con la poderosa familia de James Beaufort (Damian Hardung), un alumno influyente, arrogante y heredero de una de las mayores fortunas del país.
En su intento por proteger ese secreto, James busca silenciar a Ruby, pero lo que comienza como una confrontación entre dos mundos opuestos evoluciona hacia una relación marcada por la tensión emocional, las diferencias de clase y una fuerte atracción.

## Reparto

### Principales
- Damian Hardung como James Beaufort, un estudiante adinerado y arrogante de Maxton Hall. Es heredero de una influyente familia británica y hermano gemelo de Lydia Beaufort.
- Harriet Herbig-Matten como Ruby Bell, una aplicada estudiante becada en Maxton Hall que sueña con estudiar en la Universidad de Oxford.

### Secundarios
- Sonja Weißer como Lydia Beaufort, una estudiante veterana de Maxton Hall, hermana gemela de James, novia de Graham
- Eidin Jalali como Graham Sutton, un profesor de Maxton Hall que mantiene una relación secreta con Lydia
- Fedja van Huêt como Mortimer Beaufort, el padre de James y Lydia, y esposo de Cordelia.
- Justus Riesner como Alistair Ellington, un estudiante popular de Maxton Hall, miembro del grupo de amigos de James. Mantiene una relación secreta con Keshav.
- Andrea Guo como Lin Wang, la mejor amiga de Maxton Hall
- Runa Greiner como Ember Bell, la hermana de Ruby
- Martin Neuhaus como Angus Bell, el padre de Ruby
- Julia-Maria Köhler como Helen Bell, la madre de Ruby
- Ben Felipe como Cyril Vega, estudiante de Maxton Hall y amigo de James, que está enamorado de Lydia.
- Govinda Gabriel Cholleti como Keshav "Kesh" Patel, un estudiante de Maxton Hall que mantiene una relación secreta con Keshav
- Clelia Sarto como Cordelia Beaufort, la madre de James
- Eli Riccardi como Elaine Ellington, la hermana de Alistair

## Episodios
| Temporada | Temporada | Episodios | Episodios | Lanzamiento original | Lanzamiento original |
| --------- | --------- | --------- | --------- | -------------------- | -------------------- |
|           | 1         | 6         | 6         | 04 de mayo de 2024   | 04 de mayo de 2024   |

## Producción

### Desarrollo
El desarrollo de una adaptación de la saga de libros Save Me de la autora Mona Kasten fue anunciada en junio de 2023, por la plataforma Prime Video y la productora UFA Fiction. Markus Brunnemann y Valentin Debler fueron anunciados como los productores, y Daphne Ferraro como la guionista principal.

### Rodaje
El rodaje tuvo lugar tuvo lugar entre inicios de julio y finales de septiembre de 2022 en Alemania. El Castillo de Marienburg fue utilizado como locación para recrear al instituto Maxton Hall. La producción en exteriores en la ciudad de Potsdam se centró en la Iglesia de San Nicolás, que recreó a la Universidad de Oxford, y el Museo Barberini, que simuló ser la sede de la compañía Beaufort, y el Palacio de la Ciudad de Potsdam. Asimismo, se rodaron escenas en la mansión Neubabelsberg de Babelsberg, y en el municipio de Kyritz. En Inglaterra se filmaron pequeñas escenas en Londres y Oxford.